# Црвено и црно (роман)
Црвено и црно (фр. Le Rouge et le Noir) је роман који је донео Стендалу светску славу, бави се судбином младог и амбициозног сиромашног провинцијалца, сина дрводеље, у постнаполеоновској Француској.
Радња је смештена у време Бурбонске рестаурације, двадесетих година 19. века после Наполеонове абдикације. У Француској је успостављена уставна монархија, пошто су на престо враћени Бурбони. На власти су ултраројалисти, богати земљопоседници, некадашње избегло племство и свештенство. За успех у друштву пресудно је племићко порекло.
Главни јунак романа, Жилијен Сорел, одушевљава се Наполеоном и његовим вртоглавим и брзим успоном. Међутим, у новим друштвеним околностима, (Наполеон је поражен и прогнан на Свету Јелену), војска (црвено) не може пружити могућности за брз успех. Сорел процењује да једино преко свештеничког позива (црно) може остварити своје амбициозне планове о успеху, богатству и признању у друштву.

## Композиција и структура
Спољашњу композицију романа чине две књиге. У првој књизи је описана љубавна веза између Сорела и супруге градоначелника варошице Веријер, госпође Де Ренал. У наставку романа, будући да је супруг Де Ренал сазнао за везу, Сорел је принуђен да напусти Веријер, те одлази у Безансон, у тамошњу богословију. Захваљујући јансенисти опату Пирару, Жилијен постаје секретар утицајног маркиза Де ла Мола у Паризу. Успешно обавља поверене му послове, а ускоро се у њега заљубљује и маркизова ћерка Матилда, која успе да наговори оца да одобри венчање. Када се чини да ће Жилијен успети да оствари све своје снове, маркизу Де ла Молу стиже писмо госпође Де Ренал у коме се Жилијен описује као њен бивши љубавник који користи жене за напредак у каријери. Маркиз не допушта венчање, а Жилијен, пошто су све наде у успех срушене, у бесу одлази у Веријер и пуца и рањава госпођу Де Ренал. Због покушаја убиства биће осуђен на смрт гиљотинирањем. Матилда ће сахранити главу свог љубавника, као што је то учинила према породичном предању краљица Маргарита Наварска са главом свог љубавника Бонифација де ла Мола. Госпођа Де Ренал убрзо умире, али не од рањавања, већ од туге за Жилијеном.
Стендал је при писању овог романа применио реалистички поступак. Приповедање је у трећем лицу, из позиције свезнајућег приповедача, са одређеном дистанцом од описаних ликова и догађаја. Ликови су осветљени са друштвеног, интелектуалног и психолошког аспекта. Главни јунаци романа подвргавају анализи своје поступке, преиспитују своје деловање, речи, утисак који су произвели на друге. У вези с тим јављају се код њих сталне дилеме које прате такве анализе. То све чини ликове стварним и уверљивим. Поступци ликова су одређени њиховим друштвеним положајем, статусом, политичким опредељењем, интересима које настоје да задовоље.
У роману писац излаже и експлицитно своје поетичко начело о природи романа, који је по њему огледало друштва које показује и «чистоту неба и каљугу блата». Тако да када писац пише о људској неморалности не може се кривити он, који само одражава, приказује постојеће стање у друштву.
Фабуле Стендалових романа у великој су мери биле и даље романтичне, заснивајући се на фаталним љубавним везама, убиствима, необичним обртима и заплетима. Његови јунаци, попут Жилијена, често имају романтичну свест о својој изузетности. Међутим, оно што покреће његове јунаке то је срећа коју једино доноси друштвени успех.